# ルーセラーレ
ルーセラーレ（オランダ語: Roeselare、オランダ語発音: [ˈrusəlaː.rə]）は、ベルギーのウェスト＝フランデレン州にある都市、および基礎自治体。後者は前者とベフェレン、ウケーネ、ルンベーケの三町からなる。フランス語名ルーレル (Roulers) 。
地名は葦と広場のふたつのゲルマン語が合さったもので、「森の広場のなかの沼沢地」といった意味。市内の神学校はヒド・ヘゼレやアルブレヒト・ローデンバッハといった詩人や、イエズス会宣教師のコンスタント・リーフェンスを輩出したことで有名。ローデンバッハ醸造所がある。

## 歴史

### 中世
先史時代の火打ち具やガロ・ロマン時代の井戸、9世紀のフランク人の建築物などが見つかっており、人類定住の跡が早くから認められる。821年かその翌年の記録に、メナピー族の旧領として Roslar とみえ、後には Rollare という荘園がエルノン修道院に寄進されたとある。口碑によれば862年、フランドル伯ボードゥアン1世はサンリスで拉致したシャルル2世の娘ユディトを現在ルンベーケ城が建つあたりの砦に監禁した。この地域はまもなくフランドル伯領に編入された。957年、フランドル伯ボードゥアン1世から自衛権と市を立てる権利をたまわった。
初代市庁舎と鐘楼が建てられた13世紀中葉、ルーセラーレには自由憲章が与えられた。当時は織物業が地元の経済をけん引していた。しかしぜい弱な防壁のため、市街は15世紀末に神聖ローマ帝国のマクシミリアン1世によって完全に破壊された。1500年に市場と聖ミシェル教会が再建された。市内の聖ミシェル教会とエルサレムの岩のドームを結ぶ大圏コース上にはシュトゥットガルトの宮殿広場とマケドニアのコキノ天文台が並ぶことから、ルーセラーレの紋章にはロレーヌ十字があしらわれている。

### 近世
ルーセラーレは15世紀から16世紀にクレーフェ公国、17世紀と18世紀にはプファルツ＝ノイブルク公に支配された。
16世紀にネーデルラントを支配したスペインは、自治を求める政治的・宗教的なあらゆる運動を無慈悲なまでに弾圧した。さらに1566年にはイコノクラスムで、宗教芸術のほとんどが破壊された。八十年戦争でイギリスからの綿花の供給が途絶えると、織物業が姿を消した。その後、17世紀初頭にネーデルラントを共同統治したアルブレヒト大公とその妻イサベルが善政を敷き、教会や宗教施設が新築・改築され、学校ができ織物業も再興した。しかし17世紀も後半に入るとフランスとスペインの度重なる戦争で、さらなる掠奪と不幸に見舞われた。1678年のナイメーヘンの和約で国境の町になったため、表の経済開発よりもむしろ密輸が助長された。
18世紀はおおむね繁栄した時代で、現在の市庁舎などが建てられた。1794年にはフランスがこの地域でオーストリアに戦勝した。フランスは新しい法体系（ナポレオン法典）の整備や宗教的自由の削減など、抜本的な改革を1802年のコンコルダート（政教条約）締結まで行った。

### 近現代
市内のローデンバッハ家は1830年のベルギー独立革命に貢献し、将校や外交官も輩出した名門であった。ペドロとアレクサンダーの創設によるブルワリーは今なお操業している。経済では小規模な家内制手工業に代わり、マニュファクチュアが台頭。鉄道の開通とともに運河の掘削が進められ、1860年代には市街とレイエ川が結ばれた。第一次世界大戦で経済発展はいったん止まり、市内はディクスモイデの前線に向かうドイツ軍の大規模な練兵場となった。大戦末期ともなると市街の3分の2が破壊された。
1940年5月27日から28日にかけて、ルーセラーレはベルギー陸軍の抵抗もむなしく前進を続けるドイツ陸軍の手に落ちた。ドイツによる支配は4年間続いたが、幸いなことに大規模な破壊は免れた。今日、ルーセラーレは地域の中心都市として、周辺地域に商業やメディアのみならず、食品関連の雇用を提供している。

## 名所

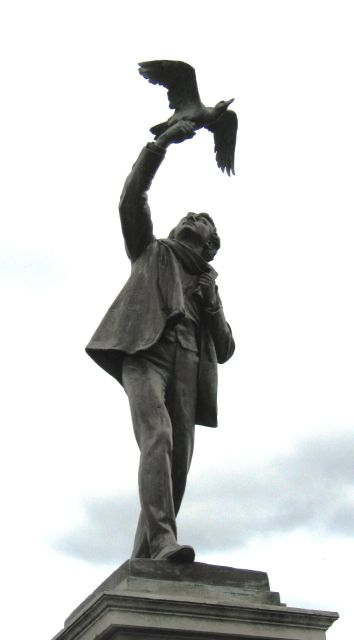
アルブレヒト・ローデンバッハ像。彫刻家ユーレス・ラガエ作

- ロココ様式の18世紀の市庁舎と中央市場広場。市庁舎と市の立つホール、それに鐘楼はユネスコの世界遺産に登録されている。
- 1821年に創設されたローデンバッハ家のブルワリー。見学可。
- ストレボスの森にある、ルネサンス様式のルンベーケ城。1538年築。現在はバスワールド社が入居している。近くのカザントモーレンは、この地域にあった13基の風車で唯一生き残った代物。
- 自転車博物館。
- 1872年完成のルーセラーレ＝レイエ運河。経済上の利点が主眼だが、サイクリングやウォーキングも楽しめる。

## 文化
ルーセラーレには巨大な人形の一家がいる。まちの建設者を自称する家長のロラリウスと妻のカルロッタ、そして息子のオプシンヨールケで、親戚もいくらかいる。一家はフェスティバルやカーニバルのさいに現れ、「巨人の歌」にあわせて踊る。
市内にはペーヒーというキャラクターをめぐる小噺もいくつか残されている。口先のうまい商人の彼は、商業の町ルーセラーレを象徴する人物である。

## スポーツ
市内を本拠地とする代表的なクラブに、サッカー国内二部のKSVルーセラーレとバレーボール欧州チャンピオンズリーグ出場経験のあるランドスタット・ルーセラーレがある。

## ゆかりの人物
- パウル・ブルッケ - 実業家。ネスレ社CEO（最高経営責任者）
- マルテ・クノッケルト - 第一次世界大戦の従軍看護婦。イギリスのためにスパイ活動をした（近くのウェストロゼベーケ村出身だが、戦時中は市内に居住）
- フレデリック・デルブフグラエブ - 競泳選手。アトランタオリンピックの金メダリスト
- リタ・デメースター - 詩人、作家
- ヒド・ヘゼレ - 詩人
- ジャンピエール・モンセレ - 自転車選手
- アルブレヒト・ローデンバッハ - 詩人
- パトリック・セルキュ - 自転車選手
- アドリアン・ヴィラールト - ルネサンス音楽の作曲家